# ラファエル・ピネダ
ラファエル・ピネダ（Rafael Pineda、1966年1月12日 - ）は、コロンビアのプロボクサー。バランキージャ出身。元IBF世界スーパーライト級王者。

## 来歴
1986年4月30日、プロデビューを果たし5回KO勝ちで白星でデビューを飾った。
1987年7月30日、コロンビアスーパーライト級王者アンドレス・ラモスと対戦し3回TKO勝ちで王座獲得に成功した。
1989年4月22日、世界初挑戦。WBA世界ウェルター級王者マーク・ブリーランドと対戦し5回1分14秒TKO負けで王座獲得に失敗した。
1991年12月7日、フリオ・セサール・チャベスの返上で空位になったIBF世界スーパーライト級王座決定戦をロジャー・メイウェザーと行い9回2分KO勝ちで王座獲得に成功した。
1992年5月22日、クラレンス・コレメンと対戦し7回28秒TKO勝ちで初防衛に成功した。
1992年7月18日、パーネル・ウィテカーと対戦し12回0-3(2者が108-117、110-116)の判定負けで2度目の防衛に失敗し王座から陥落した。
2001年9月29日、ミケーレ・ピッチリーロとバーノン・フォレストへの挑戦権を賭けて対戦し12回0-3の判定負けでフォレストへの挑戦権獲得に失敗した。
2002年8月23日、WBAフェデラテンウェルター級王座決定戦をコーリー・スピンクスと対戦し7回終了時1-2(2者が66-67、67-66)の負傷判定負けで王座獲得に失敗した。
2004年5月15日、WBOインターコンチネンタルウェルター級王座決定戦をザブ・ジュダーと行い12回1-2(115-112、113-114、112-115)の判定負けで王座獲得に失敗した試合を最後に現役を引退した。

## 獲得タイトル
- コロンビアスーパーライト級王座
- 第8代IBF世界スーパーライト級王座（防衛1）